# Sport dans la Région de Bruxelles-Capitale
La Région de Bruxelles-Capitale est riche en clubs de sport et événements sportifs. Parmi les grands clubs de sports de la région évoluant au plus haut niveau national, on retrouve indubitablement le RSC Anderlecht qui représente Bruxelles sur la scène footballistique belge et européenne, la Royale Union Saint-Gilloise et le Racing White Daring de Molenbeek (et ses successeurs) sont également des noms qui font écho dans le football belge. Le hockey-sur-gazon est également bien représenté avec le Royal Léopold Club, le Royal Racing Club de Bruxelles, le Royal Uccle Sport, le Royal Daring Hockey Club, le Royal Sporting Hockey Club Amicale Anderlecht, la Royal Orée Tennis Hockey Bridge, Parc Hockey Club et le Royal Evere White Star Hockey Club. 
Dans les autres sports, on peut trouver le Phoenix Brussels en basket-ball, le United Brussels HC et le Brussels HC en handball, le Royal Excelsior Sports Club Brussels en athlétisme, Boitsfort Rugby Club et le Royal Kituro Rugby Club en rugby à XV.
Parmi les événements importants, on retrouve chaque année le Mémorial Van Damme ou encore le Marathon de Bruxelles.

## Infrastructure

### Liste des stades bruxellois
| Stade                       | Anciens noms                                        | Ville                | Capacité actuelle | Clubs accueillis                                                                            | Anciens clubs                                                              |
| --------------------------- | --------------------------------------------------- | -------------------- | ----------------- | ------------------------------------------------------------------------------------------- | -------------------------------------------------------------------------- |
| Stade Roi Baudouin          | Stade du Centenaire Stade du Heysel                 | Bruxelles            | 50 000            | Équipe de Belgique de football Équipe de Belgique de rugby à XV Royale Union Saint-Gilloise | Racing Club de Bruxelles                                                   |
| Stade Constant Vanden Stock | Stade du Parc du Meir Stade Emile Versé Parc Astrid | Anderlecht           | 21 500            | RSC Anderlecht                                                                              | /                                                                          |
| Stade des Trois Tilleuls    | /                                                   | Watermael-Boitsfort  | 20 000            | Royal Racing Club Boitsfort                                                                 | Racing Club de Bruxelles                                                   |
| Stade Edmond Machtens       | Stade Charles Malis Stade Oscar Bossaert            | Molenbeek-Saint-Jean | 15 266            | Royal White Star Bruxelles KS Wetteren                                                      | Daring Club de Bruxelles Racing White Daring de Molenbeek RWDM Brussels FC |
| Stade Joseph-Marien         | Stade du Parc Duden                                 | Forest               | 5 000             | Royale Union Saint-Gilloise                                                                 | /                                                                          |
| Stade Fallon                |                                                     | Woluwe-Saint-Lambert | 3 165             | Léopold Football Club                                                                       | Royal White Star Athletic Club Royal White Star Bruxelles                  |
| Stade du Vivier d'Oie       |                                                     | Uccle                | 3 000             | /                                                                                           | Racing Club de Bruxelles                                                   |
| Stade du Sippelberg         | /                                                   | Molenbeek-Saint-Jean | ?                 | FC Jeunesse Molenbeek Académie                                                              | Crossing (55)                                                              |

## Football
L'histoire du football bruxellois s'est construite avec cinq principaux clubs, le Daring Club de Bruxelles (matricule 2), le Royal Racing Club de Bruxelles (matricule 5), la Royale Union Saint-Gilloise (matricule 10), le Royal Sporting Club d'Anderlecht (matricule 35) et le White Star Woluwe Athletic Club (matricule 47), cinq formations qui ont fait le palmarès du football bruxellois.
Avec plus de soixante titres, dont cinq européen, le Royal Sporting Club Anderlecht domine le paysage footballistique bruxellois et belge depuis de nombreuses années.
D'autres formations bruxelloises sont relativement importantes de par leur ancienneté ou le nombre de saisons qu'elles ont disputé en nationale, c'est le cas du Royal Léopold Football Club (matricule 5), du Royal Uccle Sport (matricule 15), du Royal Excelsior Sport's Club de Bruxelles (matricule 20), du Royal Ixelles Sporting Club (matricule 42), du Royal Cercle Sportif La Forestoise (matricule 51), du Royal Cercle Sportif Saint-Josse (matricule 83), du Royal Stade de Bruxelles (matricule 281), du Royal Crossing Club de Molenbeek (matricule 451), du Royal Scup Dieleghem Jette (matricule 474), du Royal White Daring Molenbeek Brussels Football Club (matricule 1936), du Royal White Star Bruxelles (matricule 5750) et du BX Brussels (matricule 9026),
D'autres parts un certain nombre de clubs bruxellois ont évolué en Division d'honneur mais ont fini par disparaître avant qu'on leur ait attribué un numéro de matricule, c'est le cas pour le Athletic & Running Club de Bruxelles, pour l'Olympia Club de Bruxelles, pour le Skill Football Club de Bruxelles, pour le Sporting Club de Bruxelles ainsi que pour l'Union Football Club d'Ixelles.

### 1895-1908: Uccle au somment du football belge
Bien qu'Anvers soit le berceau du football belge, Bruxelles arrive en seconde place avec la fondation du Daring Club de Bruxelles en 1895, qui obtient le matricule 2. C'est, en effet, le plus ancien club de football de Bruxelles. Toutefois, le Daring CB se montre assez discret tant dans cette fin de XIXe siècle que dans ce début du XXe siècle. C'est en fait les clubs basé à Uccle qui se montre tout d'abord en évidence. La commune abrite alors trois formations, le Racing Club de Bruxelles, le Léopold Football Club et l'Union Saint-Gilloise (basé à l'époque à Uccle).
Ainsi, les premières années du championnat belge sont écrites par deux formations, le Football Club Liégeois et le Racing Club de Bruxelles, une opposition entre la cité ardente et la capitale qui ne manque pas de rappeler l'actuel grande rivalité entre Anderlecht et le Standard, actuel porte-étendard de ces deux régions.
Dans ce duel, ce sont les liégeois qui ont le premier mot étant donné que le Football Club Liégeois remporte la toute première édition du championnat de Belgique. Toutefois Liège ne parvient pas à la conserver la saison suivante. Cette saison 1896-1897 consacre le Racing Club de Bruxelles qui remporte son tout premier titre, se classant juste devant le Football Club Liégeois. Après deux saisons où les liégeois se voient sacrer une deuxième et troisième fois champions, les racingmen reviennent en force et signent leur deuxième titre de champion en 1900, puis leur troisième en 1901 devant le promu du Beerschot AC. Le football bruxellois et plus spécifiquement ucclois se met particulièrement en évidence à l'issue de la saison 1901-1902 attendu que l'Union Saint-Gilloise, le nouveau promu parvient à se hisser sur la dernière marche du podium, le Racing réalise l'exploit de parvenir une nouvelle fois en tête du classement, mais pas tout seul puisque le Léopold FC termine avec autant de point que son voisin bruxellois. De ce fait, un match sur terrain neutre est décidé pour départager les deux équipes, ce qui donne lieu à un match animé et riche en buts (7 au total). Finalement, le Racing CB parvient à conserver son titre en s'imposant après prolongation. Il réalise ainsi le premier triplé de l'histoire du football belge en remportant trois titres consécutifs, le quatrième pour le club. Pour le « Léo », cette place de vice-champion constitue encore aujourd'hui le meilleur résultat du futur matricule 5.
Lors de la saison 1902-1903, le Racing quitte le Site de Longchamps pour un tout nouveau stade, celui duVivier d'Oie où se déroule en 1904, la toute première rencontre pour l'équipe nationale belge et française. Toujours basé à Uccle, les Racingmen s'approprient un cinquième titre de Champion de Belgique, le quatrième consécutif, lors d'une saison où l'Union Saint-Gilloise termine troisième et le Léopold FC, quatrième.
La saison suivante le Racing cède sa place de leader à l'Union Saint-Gilloise. L' Union parvient à stopper l'hégémonie du Racing, un tout premier titre de Champion de Belgique que l' USG parvient à rééditer les quatre saisons suivantes.
En trustant les titres, l'Union réussit à rééditer l'exploit du quadruplé qu'avait réalisé le Racing. Le matricule 6 qui parvient à remporter son sixième titre de Champion lors de la saison 1907-1908 qui sera également son dernier titre. Le Racing parvient également à remporter la première édition de la Coupe de Belgique de football en 1912 remporté sur la plus petite marque face au Racing de Gand.

### 1908-1914: L'Union et le Daring
Le successeur du dernier titre en championnat des Racingmen, sera l'Union qui remporte le titre lors des saisons 1908-1909 et 1909-1910. Des saisons marquées par l'apparition de l'Excelsior SC au plus haut niveau et vient rejoindre d'autres clubs bruxelleois tel que l'Union Saint-Gilloise, le Racing Club Bruxelles, le Léopold FC et le Daring Club de Bruxelles. Le Daring Club de Bruxelles qui réussit à stopper le tandem Union-Racing (un tandem ucclois). Le matricule 2 parvient, en effet, à remporter un premier titre lors de la saison 1911-1912, une saison qui se résume rapidement à un duel entre clubs bruxellois, le Daring et l'Union. Les premiers effectuent un départ parfait avec cinq victoires en autant de matches, dont une sur le terrain de l'Union (0-1). Le 29 octobre 1911, lors de la sixième journée, les « Daringmen » perdent leur premier point en concédant un partage à domicile face au Beerschot mais les « Unionistes » n'en profitent pas et font match nul (1-1) au CS Brugeois. Les deux équipes se retrouvent à égalité le 19 novembre 1911 à la suite de la victoire de l'Union face au RC de Malines conjuguée à la première défaite du Daring, 4-1 au Racing CB. Les positions ne bougent plus jusqu'à la fin du premier tour.
Au début du second tour, le Daring reprend l'avance à la faveur d'une victoire 2-0 face à l'Union le 17 décembre 1911. Un mois plus tard, le 21 janvier 1912, l'Union s'incline une nouvelle fois, 4-1 au Football Club Brugeois et perd encore du terrain. Le suspense du championnat est relancé lorsque le Daring s'incline à son tour dans la Venise du nord, 1-0 au Cercle, le 11 février 1912. À cinq matches de la fin, le Daring compte alors une avance de deux points sur son dernier poursuivant. Le 25 février 1912, il concède un nouveau partage et conserve trois points d'avance par rapport à l'Union, qui doit encore jouer un match de plus. Les joueurs du Daring ne tremblent pas et remportent leurs trois derniers matches, ce qui leur permet de terminer le championnat avec deux points d'avance sur ceux de l'Union. Le club est officiellement sacré champion de Belgique le 25 mars 1912 après une victoire 3-0 contre le FC Brugeois. 
Mais la saison 1912-1913 vit l'Union Saint-Gilloise retrouver ses lauriers en s’imposant pour la septième fois dans une confrontation bruxelloise aussi intense que la saison passée car, durant le premier tour, l'Union perd plusieurs matches importants, en septembre au FC Brugeois et en décembre chez leurs rivaux du Daring. Ils concèdent également un partage face au Beerschot, qui avait relancé le suspense du championnat quelques semaines plus tôt en infligeant une première défaite au Daring.
Quand les « Unionistes » s'inclinent à nouveau en janvier au Racing Club de Gand, on pense que le Daring s'envole vers un second titre consécutif. Mais les « Daringmen » gaspillent leur avantage et perdent deux rencontres coup sur coup, contre le Racing CB et au FC Brugeois. Les deux clubs se rencontrent lors de la dernière journée du championnat. Le Daring compte deux points d'avance et peut se contenter d'un partage mais l'Union l'emporte 2-1 et force un test-match. Rencontre qui sera joué le 27 avril 1913 sur le terrain du Léopold CB. La rencontre est très disputée et se solde par une victoire deux buts à un de l'Union, qui décroche son septième titre de champion de Belgique, un nouveau record. Mais après le match, des rumeurs courent faisant état de professionnalisme caché parmi les joueurs de l'Union, chose interdite par le règlement de l'Union Belge. La fédération décide de sanctionner le club saint-gillois et de lui retirer son titre au bénéfice du Daring. Il n'en sera finalement rien grâce aux dirigeants du Daring qui font officiellement savoir « qu'ils ne pourraient accepter un titre qu'ils n'avaient pas été capables d'obtenir sur le terrain ». Ce geste de fair-play est d'autant plus remarquable quand on connaît la forte rivalité entre les deux clubs, que ce soit au niveau des joueurs, des dirigeants ou des supporters.
L'Union conserve donc son titre et réussit le premier doublé de l'histoire du football belge en remportant la Coupe de Belgique 1913 face au CS Brugeois, un trophée que l'Union remporta également la saison suivante face cette fois au FC Brugeois.
Une saison 1913-1914 qui ne voit pas l'Union rééditer son doublé puisque le Daring s'impose pour la deuxième fois de son histoire avec trois points d'avance sur l'Union.

### Entre-deux-guerres: les Anversois et les Bruxellois au sommet

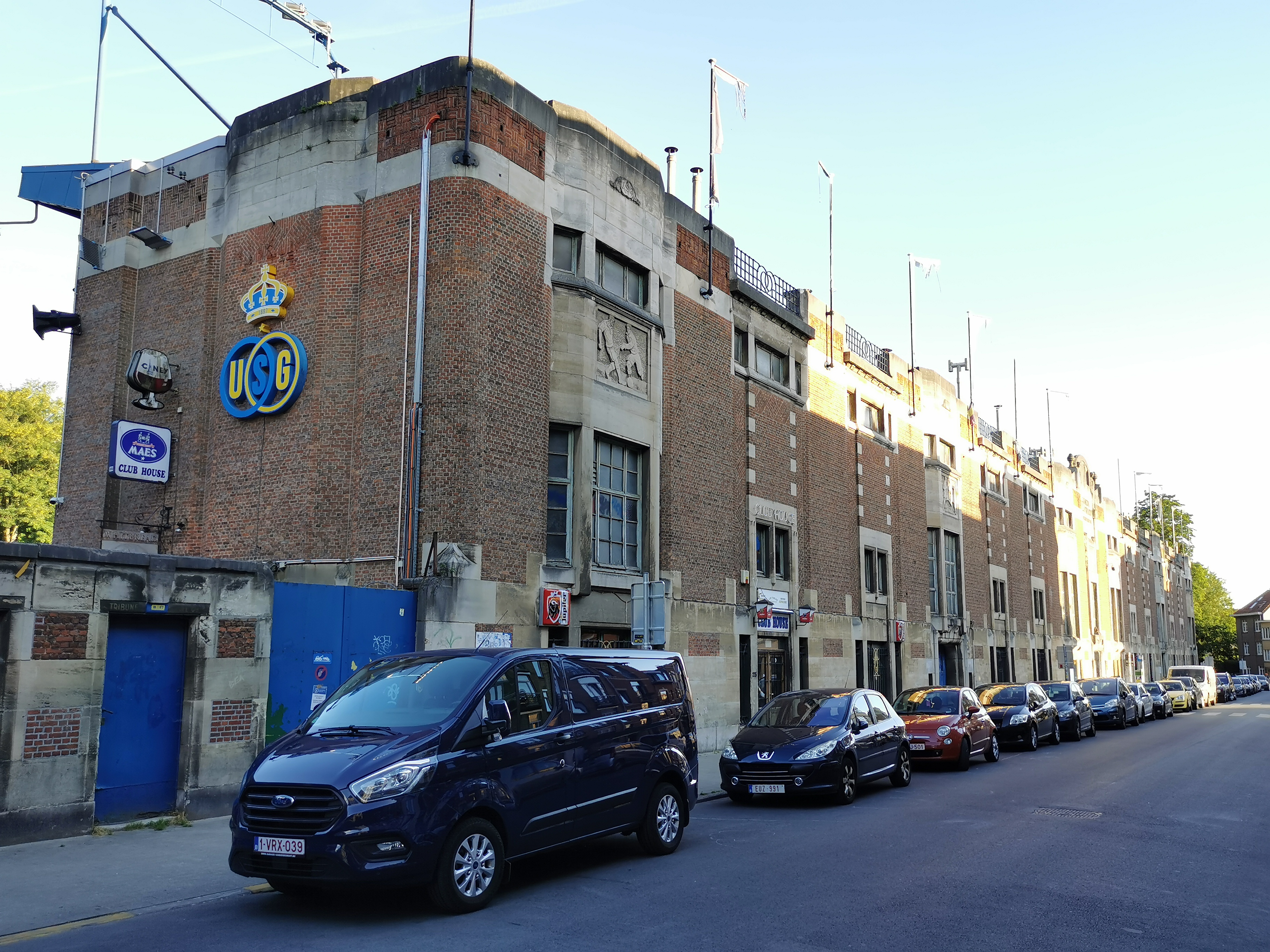
La façade du Stade Joseph Marien classée.

Après la guerre, la Division d'Honneur compte quatre clubs bruxellois, le Daring Club de Bruxelles pour Molenbeek, le Racing Club de Bruxelles et Uccle Sport pour Uccle et l'Union Saint-Gilloise pour Forest. Ainsi, Uccle Sport se hisse pour la première fois au plus haut niveau et remplace entre autres le Royal Léopold Football Club qui ne réussira jamais à retrouver cette élite. Il est par ailleurs intéressant de noter que l'Union quitte Uccle en 1919 pour rejoindre son actuel stade au Parc Duden, l'actuel Stade Joseph Marien. Cette inauguration marque le football belge comme l'écrit La Vie Sportive au 14 septembre 1919  :
« La cérémonie de l'inauguration du nouveau stade de l'Union Saint-Gilloise marquera dans les annales du sport en Belgique. Elle consacre, en effet, l'étonnante vitalité d'un groupement qui, parti de rien, s'est élevé par ses propres forces, sa propre volonté et son inlassable énergie, jusqu'au point culminant, à telle enseigne que lorsqu'on fait allusion au football belge, c'est immédiatement vers l'Union Saint-Gilloise que se reporte la pensée, tant l'Union est arrivée à personnifier ce sport populaire chez nous. » Depuis le 11 février 2010, la façade du stade style Art déco fait partie des biens classés de la commune de Forest.
L'Union Saint-Gilloise n'est pas la seule équipe bruxelloise à changer de stade, ainsi, le Daring Club de Bruxelles déménage à Molenbeek au Stade Charles Malis, qui deviendra par la suite le Stade Oscar Bossaert avant d'être connu aujourd'hui sous le nom de Stade Edmond Machtens. 
Le football bruxellois comme belge sera également marqué par les Jeux olympiques de 1920. Bruxelles accueille en effet quelques matchs au Stade du Parc Duden. De plus, plusieurs footballeurs bruxellois remporteront la médaille d'or tel que Robert Coppée, Émile Hanse, Georges Hebdin, Louis Van Hege, Joseph Musch et Oscar Verbeeck de l'Union, Jean De Bie du Racing Club de Bruxelles, Armand Swartenbroeks du Daring ainsi que Fernand Nisot du Léo.
Au niveau des compétitions nationales, l'entre-deux-guerres est la grande période de l'Union Saint-Gilloise.

### Anderlecht, monarque absolu du football bruxellois
- Clubs en activité
  - RSC Anderlecht évolue en D1 Belge, 34 fois champion de Belgique
  - Union Saint-Gilloise évolue en D1 Belge, 11 fois champion de Belgique
  - Racing White Daring de Molenbeek en D1 Belge
  - KV Woluwe-Zaventem  évolue en D3 Belge
  - BX Brussels évolue en Promotion
  - Léopold Uccle-Woluwe FC évolue en Promotion
- Club disparu
  - Sporting Club de Bruxelles (disparu en 1897)
  - Union Football Club d'Ixelles (disparu en 1901)
  - Skill FC Bruxelles (disparu en 1902)
  - Athletic & Running Club de Bruxelles (disparu en 1909)
  - Olympia Club de Bruxelles (disparu en 1909)
  - Excelsior SC de Bruxelles ‘’(disparu en 1913)’’
  - Racing Club de Bruxelles (disparu en 1963)
  - Royal Club Sportif de Schaerbeek ‘’(disparu en 1969)
  - Royal Stade de Bruxelles (disparu en 1970)
  - Daring Club de Bruxelles (disparu en 1973)
  - Royal Uccle Sport (disparu en 1990)
  - Royal Cercle Sportif La Forestoise’’(disparu en 1996)’’
  - Royal Cercle Sportif Saint-Josse ‘’(disparu en 2001)’’
  - Racing White Daring de Molenbeek dit le "RWDM" (disparu en 2002)
  - FC Brussels (disparu en 2014)
  - Entente bruxelloise (disparu en ?)
  - White Star Woluwé (disparu en 2019)
- Club féminin
- RSC Anderlecht évolue en Bene League
- White Star évolue en D1 Belge

### Infrastructure
Bruxelles possède plusieurs stade de football, dont le stade de l'équipe nationale, le stade Roi-Baudouin (50 093) (anciennement connu sous le nom de stade du Heysel), on peut également citer le stade du RSC Anderlecht, le Stade Constant Vanden Stock (21 500).
Et bien sûr les stades un peu plus conviviaux qui ne seraient pas aux normes pour accueillir un match de coupe d'Europe comme le stade du Brussels FC, Stade Edmond Machtens (15 266), le stade lu White Star, Stade Fallon, le stade de l'Union Saint-Gilloise, le Stade Joseph Marien (8000) ou encore l'ancien stade le Racing Club de Bruxelles et l'actuel du R. Racing Club Boitsfort, le Stade des Trois Tilleuls (40 000).

### Événement
- Euro 2000: match de la Belgique, groupe B, match 1/4 de finale Italie-Roumanie et match 1/2 final France-Portugal.
- Finale de la Ligue des champions de l'UEFA: 1957-1958 (Real Madrid CF 3-2 AC Milan), 1965-1966 (Real Madrid CF 3-2 Partizan Belgrade), 1973-1974 (Bayern Munich 4-2 Atlético de Madrid), 1984-1985 (Juventus FC 1-0 Liverpool FC).
- Finale de la Ligue Europa: 1982-1983 (RSC Anderlecht 1-0 Benfica Lisbonne).
- Finale de la Coupe d'Europe des vainqueurs de coupe de football: 1964 (Sporting Clube de Portugal 3-3 MTK Budapest FC), 1975 (RSC Anderlecht 4-2 West Ham United FC), 1975 (Valence CF 0-0 (5-4) Arsenal FC), 1996 (Paris Saint-Germain FC 1-0 Rapid Vienne)

### Drame du Heysel
Le drame du Heysel, survenu le 29 mai 1985 à Bruxelles en Belgique, est l'une des tragédies les plus marquantes liées à une manifestation sportive, et due au hooliganisme.
Il eut lieu à l'occasion de la finale de Coupe d'Europe des clubs champions 1984-1985 entre le Liverpool Football Club et la Juventus Football Club. Des grilles de séparation et un muret s'effondrèrent sous la pression et le poids de supporters, faisant 39 morts et plus de 600 blessés.

## Basket-ball
Ce sont les clubs de la Région de Bruxelles-Capitale qui dominaient en premier basket-ball belge, comme les Anciens IV, 7 fois champion de Belgique et 5 fois vainqueur de la coupe de Belgique, Semailles BC 6 fois champion de Belgique et 5 fois vainqueur de la coupe de Belgique, le Brussels AC 4 fois champion de Belgique, le Royal Fresh Air quatre fois champion de Belgique Daring BC 3 fois champion de Belgique et 1 fois vainqueur de la coupe de Belgique et l'Amicale Sportive 2 fois champion de Belgique, mais malheureusement pour le Basket-ball bruxellois, les clubs anversois prirent le contrôle du championnat, puis pendant longtemps le basket-ball était bien réparti sur le territoire belge avec 5 équipes en Wallonie et 5 équipes en Flandre mais aucune à Bruxelles.
Il aura cependant fallu attendre la saison 2013-2014 pour voir la première division masculine belge, compter un club bruxellois, c'est le Excelsior Brussels qui monte enfin, alors qu'il finit la Division 2 sur une neuvième place.
- Club
  - Brussels Basketball évolue en D1  (Belgique + Pays-Bas)
  - Athletic BC évolue en D3 Belge
  - United Woluwé évolue en D3 Belge
  - RPC Schaerbeek évolue en D3 Belge
  - Atomia Bruxelles évolue en D3 Belge
  - Royal IV Brussels évolue en régional 2B
  - Fresch Air évolue en régional 2B

.
- Club disparu 
  - Canter Crossing
  - Amicale Sportive
  - Brussels AC
  - Daring BC
  - Union Saint-Gilloise
  - Semaille BC

.

### Infrastructure
Bruxelles possède plusieurs salles de sport, on peut citer le Palais du Midi, salle du Atomia Bruxelles, et du Royal IV (1 850)

### Événement
- Finale de la Coupe Saporta FIBA: 1982 (Cibona Zagreb 88-88 (96-95) Real Madrid)

## Hockey sur gazon
Avec la Flandre, Bruxelles est la région la plus touchée par le Hockey sur gazon qui devient de plus en plus populaire en Belgique. Chez les hommes, c'est le Royal Léopold Club qui est le plus titré, il compte à ce jour 26 titres de champion de Belgique, le R. Uccle Sport est également un grand club bruxellois, il compte quant à lui 13 titres de champion de Belgique, et bien d'autres clubs de la capitale comptent aussi plusieurs titres. C'est club sont le R. Racing Club Bruxelles 5 fois champion de Belgique, R. Daring H.C., 4 fois champion de Belgique, R.Baudouin 3 fois champion de Belgique, le Brussels HLTC 1 fois champion de Belgique, le R.Evere White Star HC 1 fois champion de Belgique.
Et encore aujourd'hui, le hockey sur gazon bruxellois domine toujours le championnat de Belgique, avec quatre clubs sur les douze engagés pour la saison 2012-2013 (R.Daring T.H.C, Royal Léopold Club, R. Orée T.H.B et le R. Racing Club Bruxelles).
Du côté des dames, le hockey sur gazon est tout aussi populaire à Bruxelles. Comme chez les hommes, c'est un club bruxellois qui a dominé longtemps le championnat de Belgique, c'est en effet le R. Uccle Sport qui est actuellement le plus titré avec 23 titres de champion de Belgique. Le R. Léopold Club est aussi très titré, il compte quant à lui 14 titres de champion de Belgique. Et comme chez les hommes, d'autre clubs de la capitale comptent aussi plusieurs titres. Ces clubs sont le R. Racing Club Bruxelles 6 fois champion de Belgique, R. Daring H.C. 4 fois champion de Belgique, Parc H.C. 1 fois champion de Belgique et le R.T.H.C. Wellington  1 fois champion de Belgique.
Et encore aujourd'hui, le hockey sur gazon bruxellois domine toujours le championnat de Belgique, avec quatre clubs sur les douze engagés pour la saison 2012-2013 (R. Evere White Star H.C, R.T.H.C. Wellington, R. Orée T.H.B).
- Club
  - Royal Léopold Club  évolue en Division d'honneur
  - Racing Club Bruxelles  évolue en Division d'honneur
  - Daring Club Bruxelles  évolue en Division d'honneur
  - Brussels HLTC  évolue en Division d'honneur
  - R. Evere White Star HC  évolue en D1 Belge
  - Amicale Anderlecht HC  évolue en D1 Belge
  - R.Uccle Sport  évolue en D1 Belge
  - Wellington  évolue en D1 Belge
  - R.Orée THB  évolue en D1 Belge
  - R.Baudouin HC  évolue en D2 Belge
- Club féminin
  - R.Orée THB  évolue en Division d'Honneur
  - R. Evere White Star HC  évolue en Division d'Honneur
  - Royal Léopold Club  évolue en D1 Belge
  - Racing Club Bruxelles  évolue en D1 Belge

### Infrastructure
Stade du Vivier d'Oie (3000)

## Handball
En Belgique, au début le handball est un sport liégeois, il y fut importé dans les années 1920 par Jules Devlieger mais très vite la popularité se répand un peu partout dans le pays et la capitale n'y échappa pas. 
Les principaux clubs de Bruxelles furent, l'Ambiorix Handball Club Schaerbeek (matricule 27), le Sporta Evere (matricule 47), l'Amicale Handball Club Schaerbeek, le Crossing Schaerbeek. le CH Schaerbeek Brussels, l'Avia Woluwe, le Brussels HC et le United Brussels HC.
Les anciens clubs de Handball de Bruxelles ont fusionné. Aujourd'hui (en 2016), il n'y a plus que deux clubs à Bruxelles, le United Brussels HC et le Brussels HC.

### Les débuts du handball bruxellois
- Club
  - United Brussels HC évolue en D2 Belge
  - Brussels HC évolue en D2 Belge
- Club Disparu
  - CH Schaerbeek Brussels
  - Sporta Evere disparu en 1993
  - HC Anderlecht disparu en 2012
  - Ambiorix handball Club Schaerbeek déménage à Waterloo
  - MC Bruxelles fusionne avec Amicale Handball Club Schaerbeek

### Infrastructure
- Salle Omnisports François Guillaume
- Palais du Midi
- Kinétix Stadium

## Autres sports

### Rugby
- Brussels Barbarians
- RSCA-Rugby
- Racing Jet Bruxelles

### Waterpolo
- Royal Brussels Poseidon évolue en ?
- Cercle de natation de Bruxelles évolue en ?

### Football Américains
- Brussels Black Angels
- Brussels Tigers

### Volley-ball
- Barbãr d'X-elles évolue en Ligue A
- Bruxelles Est évolue en D2 Belge

### Hockey sur glace
- Cercle Des Patineurs de Bruxelles (disparu en ?)
- Cercle Des Sports D’hiver de Bruxelles (disparu en ?)

### Roller in line hockey
- Phoenix Roller Hockey de Bruxelles

### Tennis de table
- Logis Auderghem NRCS

## Escrime
- La Maison de l'Escrime